# Ashihara no nakatsukuni
Ashihara no nakatsukuni (葦原中国), littéralement le « pays du milieu des roselières », est dans la mythologie japonaise, le monde situé entre Takama-ga-hara (« la haute plaine du paradis ») et Yomi (« le monde des choses de la mort »). Avec le temps, le terme est devenu un autre mot pour désigner le pays ou l'emplacement de Japon. Le terme peut être utilisé de manière interchangeable avec Toyoashihara no nakatsukuni (豊葦原中国).
Peut-être le terme a-t-il été jugé approprié pour décrire le Japon parce que la terre était humide et couverte de roseaux (ashi) dans les temps anciens. Le sens de naka (au milieu) dans le mot nakatsukuni est fondé sur la vision du monde des peuples anciens où nakatsukuni indique le monde réel ou le pays entre Takamagahara dans les cieux et Yomi no kuni dans l'au-delà.

## Source de la traduction
- (en) Cet article est partiellement ou en totalité issu de l’article de Wikipédia en anglais intitulé « Ashihara no Nakatsukuni » (voir la liste des auteurs).